# Grabe (gmina Apače)
Grabe – miejscowość w Słowenii w gminie Apače.